# Pelecinotus intermedia
Pelecinotus intermedia is een rechtvleugelig insect uit de familie veldsprinkhanen (Acrididae). De wetenschappelijke naam van deze soort is voor het eerst geldig gepubliceerd in 1965 door Bhowmik & Dutta.